# Palliser (ancienne circonscription fédérale albertaine)
Pour les articles homonymes, voir Palliser.
Palliser fut une circonscription électorale fédérale de l'Alberta, représentée de 1968 à 1979.
La circonscription de Palliser a été créée en 1966 avec des parties d'Acadia, Bow River, Calgary-Nord et Macleod. Abolie en 1976, elle fut redistribuée parmi Bow River, Calgary-Est, Calgary-Nord, Calgary-Ouest et Red Deer.

## Député
1. 1968-1979 — Stanley Schumacher, PC

- PC = Parti progressiste-conservateur